# Jean-Charles de Besse
Pour les articles homonymes, voir Besse.
Jean-Charles de Besse (en hongrois [ógyallai] Besse János Károly), né le 31 août 1765 à Ógyalla dans le royaume de Hongrie (aujourd'hui Hurbanovo en Slovaquie), et mort entre 1834 et 1841 à Marseille ou à Pest, est un aventurier et explorateur hongrois.

## Biographie
Noble hongrois, polyglotte, il mène une vie aventureuse et voyage beaucoup de 1790 à 1824. Il sert dans l'armée prussienne, puis rejoint le corps du général Decaen en août 1800, lors de la Deuxième Coalition ; il offre alors ses services au général français sous le pseudonyme de Jean de Berony, et lui propose la levée d'une légion hongroise.
Plus tard, s'intéressant aux origines des anciens Hongrois, il décide d'explorer le Caucase :
« Un Hongrois, M. Jean-Charles de Besse, a parcouru, en 1829 et en 1830, le Caucase, pour y chercher les traces des Magyars. Il y a trouvé des tribus entières composées d'hommes qui se donnaient eux-mêmes pour Magyars, et qui le virent avec la plus grande joie en apprenant qu'il était un de ces Hongrois établis près du Danube. Les hommes des autres tribus lui ont assuré que la tradition universellement racontée dans le Caucase était que les Magyars avaient autrefois possédé ce pays. M. de Besse a retrouvé en outre une quantité de mots hongrois qui désignent encore les fleuves, les montagnes, et même des noms propres portés aujourd'hui encore par des familles hongroises. »
— Auguste de Gérando, extrait de Essai historique sur l'origine des Hongrois, 1844.
Selon Jean-Charles de Besse, les Karatchaïs et les Balkars sont les descendants des tribus magyares installées dans le Caucase autour du VIIIe siècle. En fait, les ancêtres des Karatchaïs et des Balkars vivaient jusqu'aux XIIIe – XIVe siècles dans la région des rivières Kouma et Kouban, dans l'avant-pays caucasien, et leurs récits anciens mentionnent la ville de Madjar (en) (aujourd'hui Boudionnovsk) sur la Kouma comme lieu d'origine des Balkars, ainsi qu'une telle origine magyar pour cinq villages karatchaïs également.
L'année de sa mort est incertaine et varie de 1834 à 1841 selon les sources. Il était encore en vie en 1834.

## Ouvrages
- Abrégé de la grammaire turque et un petit vocabulaire français, turc et hongrois, Pest, 1829.
- Voyage en Crimée, au Caucase, en Géorgie, en Arménie, en Asie Mineure et à Constantinople, en 1829 et 1830 : pour servir à l'histoire de Hongrie, Delaunay, Paris, 1838 (lire en ligne).
- Histoire de ma Vie et de mes Voyages dans trois parties du monde, de 1790 à 1839, 4 volumes[7] (ouvrage perdu ou non publié).